# 刘辟 (东汉)
刘辟（？—196年/201年，有矛盾記載），是東漢末年黃巾軍首領之一。張角死後，角弟張梁及張宝皆被皇甫嵩所殺，而導致黃巾軍主力被滅。於是劉辟領着信眾到汝南郡做盜賊，而其餘黃巾的殘部也在各地叛變。在官渡之戰中，劉辟背叛曹操幫助袁紹，為袁紹派劉備支援，被曹仁擊退，後事不詳。一说法他在被曹仁擊败後戰死，另一说法他在196年被曹操攻破汝南郡後被殺，結局相當矛盾。

## 历史疑惑
陈寿《三国志》中关于刘辟的死亡时间前后矛盾，同一书中出现了两种相互矛盾的说法：
- 《三国志·魏书一·武帝纪》载建安元年“汝南、颍川黄巾何仪、刘辟、黄邵、何曼等，众各数万，初应袁术，又附孙坚。二月，太祖进军讨破之，斩辟、邵等，仪及其众皆降。”
- 《三国志·蜀书二·先主传》载“曹公与袁绍相拒於官渡，汝南黄巾刘辟等叛曹公应绍。绍遣先主将兵与辟等略许下。”查《三国志·魏书一·武帝纪》载：建安五年八月「汝南降贼刘辟等叛应绍，略许下。绍使刘备助辟，公使曹仁击破之」，则刘辟死亡必在建安五年之后。

这两种说法相互矛盾，不知正误。

## 藝術形象

### 三國演義
在《三國演義》中，描寫高覽攻打汝南時，劉辟護着劉備突圍時，被高覽所殺。之後，高覽亦被刘备部將趙云殺死。

### 登場作品
- 《蒼天航路》（王欣太）
- 《火鳳燎原》（陳某）